# Ciudad Reals flygplats

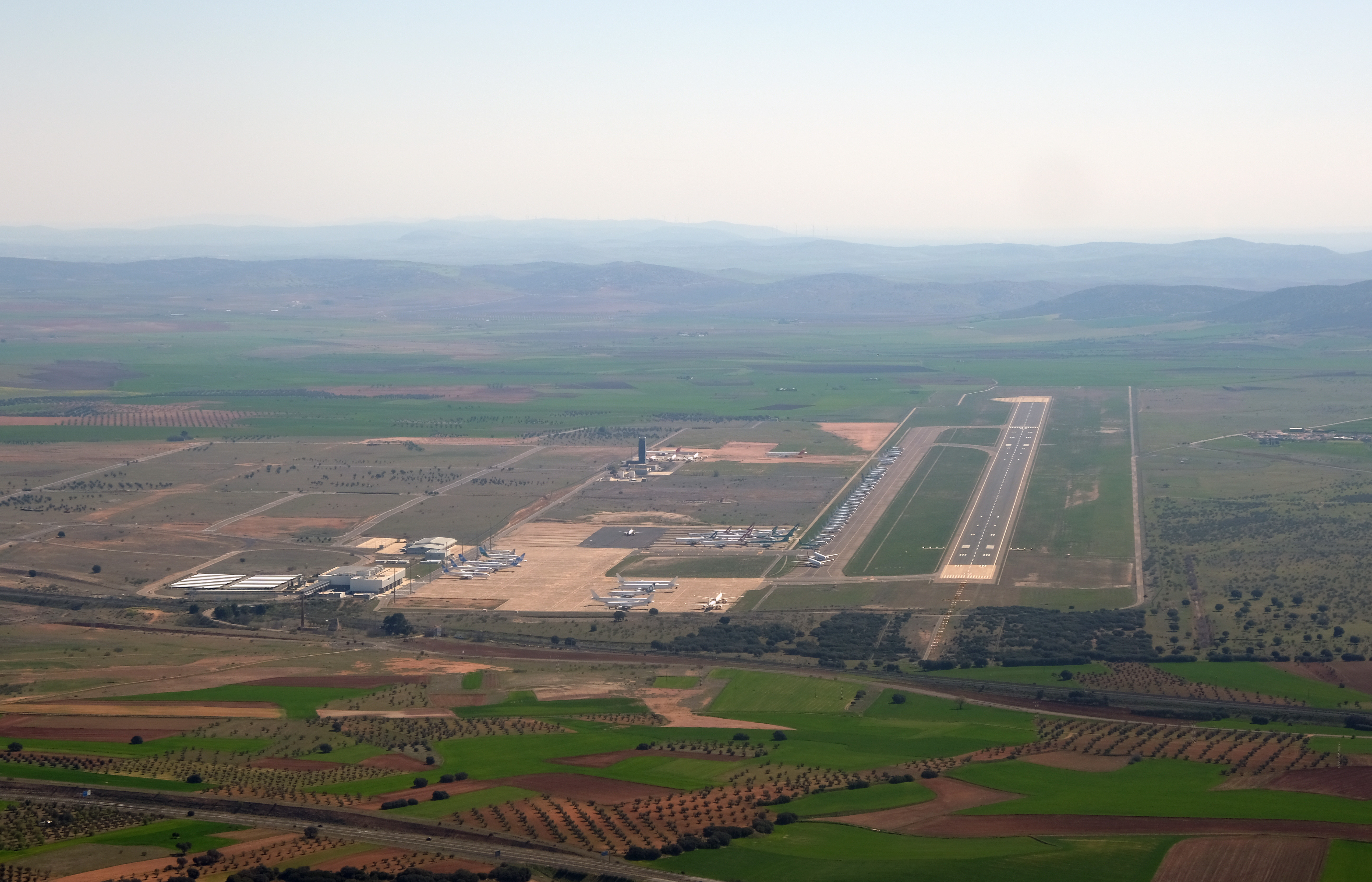

Ciudad Reals flygplats (spanska officiellt: Aeropuerto Central Ciudad Real) (IATA:CQM ICAO:LERL) är en flygplats nära staden Ciudad Real cirka 200 kilometer söder om Madrid. Flygplatsen har en av Europas längsta landningsbanor på 4000 m och en modern terminal på 28 000 kvadratmeter, tänkt för upp till 10 miljoner passagerare per år.
Flygplatsen blev klar för trafik i juni 2010. Den byggdes med privat kapital till en kostnad på 1,1 miljarder euro. Dock var det få linjer, och få passagerare, och de flesta linjer lades snart ned, den sista i december 2011. Flygplatsen stängdes i april 2012. 
I planerna för flygplatsen var det tänkt att passagerare skulle kunna resa med tåg till/från Madrid, Sevilla, Ciudad Real och andra städer längs höghastighetsbanan mellan Madrid och Sevilla. Järnvägen passerar bara 300 meter från terminalbyggnaden. Någon järnvägsstation vid flygplatsen har dock inte byggts.